# 1991年インドネシア空軍C-130墜落事故
1991年インドネシア空軍C-130墜落事故（1991ねんインドネシアくうぐんC-130ついらくじこ）は、1991年10月5日に発生した航空事故である。ハリム・ペルダナクスマ国際空港からフセイン・サストラネガラ空港へ向かっていたインドネシア空軍のロッキード C-130H-30が離陸直後に墜落し、乗員乗客134人中133人と地上の2人が死亡した。

## 事故機
事故機のロッキード C-130H-30（A-1324）は製造番号4927として製造され、1982年に初飛行した機体であった。

## 事故の経緯
事故機はインドネシア国軍の46周年記念式典から帰った同空軍の特殊部隊を乗せてインドネシアのジャカルタからバンドンへと向かっていた。
午後3時頃に同機はハリム・ペルダナクスマ国際空港を離陸したが、目撃者によればその直後にエンジンの1つから発火したとみられる。この火災によって主翼の高揚力装置が損傷し、別のエンジンも故障した。制御不能となった同機はハリム・ペルダナクスマ国際空港から約2マイル離れた労働省の訓練センターに墜落、炎上した。また、事故の1時間後には豪雨となり救助活動が妨げられた。パイロットの1人が重度の火傷を負った状態で発見されたが、同日中に病院で息を引き取った。
生存者は兵士1人のみで、他の乗員乗客133人は全員が死亡した。また、労働省の訓練センターにいた警備員2人も事故の犠牲となった。この事故で計135人が死亡し、当時インドネシアで発生した航空事故の中で最悪の事故となった。2015年時点では5番目に多くの死者を出した事故となっている。